# Aulacomnium
Aulacomnium (Filtmos) er en slægt af mosser med to danske arter. Slægten er i øvrigt vidt udbredt i verden med i alt ca. 5 arter. Aulacomnium betyder furet Mnium og 
hentyder til sporehuset. Det danske navn hentyder til rhizoidfilten, 
der dækker stænglerne.
| Danske arter |

- Kuglefiltmos (Aulacomnium androgynum)
- Almindelig filtmos (Aulacomnium palustre)

## Ekstern henvisning
- www.itis.gov Taksonomi.